# 이동명 (법조인)
이동명(李東明, 1957년 3월 11일 ~)은 제13대 법원도서관장과 제7대 의정부지방법원장 등을 역임한 법조인이다.

## 생애
1957년 3월 11일 경상북도 영일군에서 태어난 이동명은 경기고등학교와 서울대학교 법학과를 졸업하고 제20회 사법시험에 합격하였다. 1984년 서울형사지방법원 판사에 임용된 이후 각급 법원 판사와 법원행정처 법정심의관, 사법연수원 교수, 법원도서관과 의정부지방법원에서 법원장을 역임했다. 의정부지방법원 법원장을 마지막으로 사직하여  2011년 5월 변호사 사무소를 개업하여 원세훈 전 국가정보원장의 국정원 댓글 사건 1심 변론을 맡았다
2011년 10월 26일 발표한 제52회 사법시험에서 장남 이준석이 합격했으며 2012년 의정부지방법원에서 진행된 형사사건을 맡아 2200만원의 수임료를 받았으나 국세청에 1100만원을 신고하고 자신이 대표로 있는 법무법인 처음에 고용된 사무직원을 신고하지 않아 과태료 1000만원이 부과되었다.

## 주요 판결
- 서울고등법원 민사합의21부 재판장으로 재직하던 2007년 10월에 1991년 대구에서 실종된 개구리 소년의 부모 9명이 "경찰의 위법 수사 등으로 정신적 피해를 입었다"며 국가를 상대로 낸 손해배상 청구 소송 항소심에서 1심과 같이 원고 패소판결했다.[4]